# Distretto di Zuoying
Il distretto di Zuoying (左營區S, Zuǒyíng QūP) è un distretto della municipalità di Kaohsiung, situata a Taiwan.